# Franco Asco
Franco Asco (Trieste, 1º giugno 1903 – Milano, 27 marzo 1970) è stato uno scultore italiano.

## Biografia
Francesco Atschko nasce a Trieste da una madre di origini polacche; soltanto in età adulta viene a sapere che suo padre era un toscano che non aveva voluto riconoscerlo. Il suo cognome venne italianizzato in Asco nel 1929.

Nel 1921 arriva secondo al concorso per la Medaglia interalleata della vittoria alla pari con Publio Morbiducci. 
Dopo aver vissuto a Trieste, nel 1933 si trasferisce a Milano.
Nel 1941 è presente alla ventiduesima Biennale di Venezia con la scultura "Anadiomene".

La sua opera, inizialmente definita "neoattica", esprime soprattutto la condizione del dolore e della sofferenza interiore.
A Trieste sono presenti varie statue di Asco, in Piazza Garibaldi, alla Stazione Marittima, al Cimitero di S.Anna e in altri luoghi. Dal 1924 e fino alla fine del decennio è stato maestro e collaboratore di Marcello Mascherini.
Ha lavorato molto a Milano con l'architetto Alessandro Rimini che ha collocato sue sculture nei cinematografi ed edifici che ha progettato. Diverse anche le opere funerarie presenti al Cimitero monumentale di Milano.

## Musei dove sono esposte le opere
Elenco dei musei che espongono opere dell'artista:
- Museo Revoltella, Trieste
- Quadreria dell'ospedale di Busto Arsizio, busto in marmo raffigurante Giuseppe Solaro
- Museo d'arte moderna Pagani